# NGC 2683
NGC 2683 ou Galáxia do Disco Voador é uma galáxia espiral localizada a cerca de dezesseis milhões de anos-luz (aproximadamente 4,905 megaparsecs) de distância na direção da constelação do Lince. Possui uma magnitude aparente de +9,7, uma declinação de +33º 25' 20" e uma ascensão reta de 08 horas, 52 minutos e 41,8 segundos.
A galáxia NGC 2683 foi descoberta em 5 de Fevereiro de 1788 por William Herschel.